# Roc de Cogul
El Roc de Cogul és una muntanya de 884 metres que es troba al municipi de Peramola, a la comarca de l'Alt Urgell.
Aquest cim està inclòs al llistat dels 100 cims de la FEEC